# ماري كروير
كانت ماري ترييبكي كروير ألفين (11 يونيو 1867- 25 مايو 1940)، والمعروفة عمومًا باسم ماري كروير، رسامة دانماركية. تُذكر في المقام الأول بصفتها زوجة بيدر سيفيرين كروير، أحد أنجح أعضاء مستعمرة الفن المعروفة باسم رسامي سكاجن، والتي ازدهرت في نهاية القرن التاسع عشر في أقصى شمال يوتلاند. كانت ماري أيضًا جزءًا من مجموعة صغيرة من الرسامين الدانماركيين بجهودها الخاصة. طمحت ماري إلى أن تصبح فنانة منذ سن مبكرة، وبعد أن تلقت تدريبًا خاصًا في كوبنهاغن ذهبت إلى باريس لتتابع دراستها. تعلمت هناك مبادئ المذهب الطبيعي، وتأثرت كثيرًا بالانطباعيين الفرنسيين. كان هناك، في بداية عام 1889، أن التقت كروير، الذي جُن بحبها من فوره. ورغم أنه كان يكبرها بستة عشر عامًا، تزوج الاثنان في ذلك الصيف واستقرا في 1891 في سكاجن. حظي كروير، الذي بدا واضحًا أن جمال ماري ألهمه، بفرص جمة لرسم صورها الشخصية في الداخل وفي الخارج، ولا سيما على الشاطئ. صارت الحياة الزوجية أكثر مشقة عندما بدأ كروير يعيش فترات من المرض العقلي منذ عام 1900، وبدأت ماري في آخر الأمر علاقة غرامية مع المؤلف الموسيقي السويدي هيوغو ألفين، الذي أخذه جمالها كذلك. حظي الزوجان بطفل، فطلقت ماري كروير وانتقلت إلى السويد مع ألفين. تزوجا في 1912، لكن قادت المشكلات الزوجية مرة ثانية إلى الطلاق. كانت ماري مترددة بخصوص الرسم بعد أن التقت كروير، الذي أعظمته باعتباره فنانًا أجدر بكثير، وتُذكر بصفتها موضوع بعض من أشهر لوحاته أكثر من ذكرها لأعمالها الخاصة، رغم أن عددًا من لوحاتها جذب مؤخرًا اهتمامًا مُجددًا. تتلقى الآن اعترافًا أيضًا بسبب إسهاماتها الكبيرة في التصميم والعمارة.

## نشأتها وتعليمها
وُلدت ماري في فريدريكسبرغ، وكانت ابنة ماكس ترييبكي، المدير التقني لدى جيه. إتش. روبنز لومري، وزوجته مينا أوغستا كيندلر، التي كانت قد هاجرت إلى الدنمارك من ألمانيا في 1866. تمتعت بحياة طبقة وسطى مريحة في نشأتها في منزل آل ترييبكي، إلى جانب أخويها فيلهيلم وفلاديمير. أنشأت إحدى صديقات طفولتها، واسمها إيدا هيرشسبرونغ، صلة اجتماعية بين ماري وهاينريتش وباولين هيرشسبرونغ، وهما عم إيدا وعمتها. كان هاينريتش هيرشسبرونغ، وهو رجل أعمال بارز كان يدير تجارة تصنيع تبغ ناجحة، راعيًا للفنون وأظهر اهتمامًا مبكرًا ببّي. إس. كروير.
منذ سن مبكرة، أبدت ماري اهتمامًا كبيرًا بالفن، وطمحت أن تصبح رسامة. كان صعبًا جدًا في تلك الأيام أن تتلقى النساء تدريبًا فنيًا، لكنها كانت موهوبة وتمتعت بدعم والديها. تلقت دروسًا خاصة لدى كارل تومسن في ثمانينيات القرن التاسع عشر، وساعدتها في سعيها بيرثا ويغمان، وكانت فنانة صور شخصية رائدة في زمانها عملت ماري موديلًا لديها في سن السادسة عشرة. نظرًا لغياب المدارس العامة للفنانات الإناث، راودت ماري فكرة توفير نفقات التعليم الخاص عبر جمع مجموعة من الشابات الطامحات، واستئجار استوديو، والطلب من أفضل أساتذة الفن القدوم وتقديم النصائح لهن بين الحين والآخر. من بين الفنانين الذين كانوا يمرون أحيانًا لوريتس توكسين وزوج ماري المستقبلي، بيدر سيفيرين كروير، رغم أن كروير كان رافضًا لمدرسة «الرسامات الشابات». في يونيو 1888، خُطبت ماري لروبرت هيرشسبرونغ، ابن هاينريتش وباولين، لكنه كان عرضة لنوبات الاكتئاب الشديد ويبدو أنه أنهى الخطوبة سريعًا بعد ذلك. في 1887، ذهبت في زيارتها الوجيزة الأولى إلى سكاجن، لكن لا توجد سجلات لأعمال أنجزتها في تلك المناسبة.